# Concepción de María (kommun)
Concepción de María är en kommun i Honduras.   Den ligger i departementet Choluteca, i den södra delen av landet, 100 km söder om huvudstaden Tegucigalpa. Antalet invånare är 24 406. Arean är 157 kvadratkilometer.
Terrängen i Concepción de María är huvudsakligen kuperad, men söderut är den platt.